# إكسيناتيد
إكسيناتيد (بالإنجليزية: Exenatide)‏ هو دواء يُباع تحت الاسم التجاري Byetta و Bydureon وأسماء أخرى، يستخدم لعلاج مرض السكري من النوع الثاني، ويتم استخدامه مع نظام غذائي وتمارين رياضية وأدوية أخرى مضادة لمرض السكر، إنه خيار معالجة أقل تفضيلاً بعد الميتفورمين والسلفونيل يوريا. يُعطى للمستخدم عن طريق الحقن تحت الجلد قبل ساعة من تنازل الوجبة الأولى والأخيرة في اليوم، ويتوفر منه حقن تُتستخدم مرة واحدة أسبوعيًا.